# Voetbalelftal van Papoea-Nieuw-Guinea (mannen)
Het Voetbalelftal van Papoea-Nieuw-Guinea is een team van voetballers dat Papoea-Nieuw-Guinea vertegenwoordigt bij internationale wedstrijden, zoals het WK en het Oceanisch kampioenschap.

## Deelnames aan internationale toernooien

### Wereldkampioenschap
Papoea-Nieuw-Guinea nam voor de WK's van 1998 en 2006 deel aan de kwalificatiewedstrijden. De kwalificatie voor het WK 2010 liepen ze mis omdat ze zich niet hadden ingeschreven voor de South Pacific Games van 2007, welk toernooi de eerste OFC-kwalificatieronde vormde.
| Wereldkampioenschap voetbal overzicht | Wereldkampioenschap voetbal overzicht | Wereldkampioenschap voetbal overzicht | Wereldkampioenschap voetbal overzicht | Wereldkampioenschap voetbal overzicht | Wereldkampioenschap voetbal overzicht | Wereldkampioenschap voetbal overzicht | Wereldkampioenschap voetbal overzicht | Wereldkampioenschap voetbal overzicht |
| Jaar                                  | Ronde                                 | Wed.                                  | W                                     | G                                     | V                                     | DV                                    | DT                                    |                                       |
| ------------------------------------- | ------------------------------------- | ------------------------------------- | ------------------------------------- | ------------------------------------- | ------------------------------------- | ------------------------------------- | ------------------------------------- | ------------------------------------- |
| 1998                                  | Niet gekwalificeerd                   | Niet gekwalificeerd                   | Niet gekwalificeerd                   | Niet gekwalificeerd                   | Niet gekwalificeerd                   | Niet gekwalificeerd                   | Niet gekwalificeerd                   |                                       |
| 2002                                  | Geen deelname                         | Geen deelname                         | Geen deelname                         | Geen deelname                         | Geen deelname                         | Geen deelname                         | Geen deelname                         |                                       |
| 2006                                  | Niet gekwalificeerd                   | Niet gekwalificeerd                   | Niet gekwalificeerd                   | Niet gekwalificeerd                   | Niet gekwalificeerd                   | Niet gekwalificeerd                   | Niet gekwalificeerd                   |                                       |
| 2010                                  | Geen deelname                         | Geen deelname                         | Geen deelname                         | Geen deelname                         | Geen deelname                         | Geen deelname                         | Geen deelname                         |                                       |
| 2014                                  | Niet gekwalificeerd                   | Niet gekwalificeerd                   | Niet gekwalificeerd                   | Niet gekwalificeerd                   | Niet gekwalificeerd                   | Niet gekwalificeerd                   | Niet gekwalificeerd                   |                                       |
| 2018                                  | Niet gekwalificeerd                   | Niet gekwalificeerd                   | Niet gekwalificeerd                   | Niet gekwalificeerd                   | Niet gekwalificeerd                   | Niet gekwalificeerd                   | Niet gekwalificeerd                   |                                       |
| 2022                                  | Niet gekwalificeerd                   | Niet gekwalificeerd                   | Niet gekwalificeerd                   | Niet gekwalificeerd                   | Niet gekwalificeerd                   | Niet gekwalificeerd                   | Niet gekwalificeerd                   |                                       |
| 2026                                  | Niet gekwalificeerd                   | Niet gekwalificeerd                   | Niet gekwalificeerd                   | Niet gekwalificeerd                   | Niet gekwalificeerd                   | Niet gekwalificeerd                   | Niet gekwalificeerd                   |                                       |

### Oceanisch kampioenschap
In 2016 werd voor de eerste keer de groepsfase overleefd. Papoea-Nieuw-Guinea speelde thuis dat jaar en bereikte uiteindelijk de finale. In de finale speelde het gelijk tegen Nieuw-Zeeland. De strafschoppenserie werd gewonnen door Nieuw-Zeeland (4–2).
| Oceanisch kampioenschap voetbal overzicht | Oceanisch kampioenschap voetbal overzicht | Oceanisch kampioenschap voetbal overzicht | Oceanisch kampioenschap voetbal overzicht | Oceanisch kampioenschap voetbal overzicht | Oceanisch kampioenschap voetbal overzicht | Oceanisch kampioenschap voetbal overzicht | Oceanisch kampioenschap voetbal overzicht | Oceanisch kampioenschap voetbal overzicht |
| Jaar                                      | Ronde                                     | Wed.                                      | W                                         | G                                         | V                                         | DV                                        | DT                                        | Kwal                                      |
| ----------------------------------------- | ----------------------------------------- | ----------------------------------------- | ----------------------------------------- | ----------------------------------------- | ----------------------------------------- | ----------------------------------------- | ----------------------------------------- | ----------------------------------------- |
| 1980                                      | Groepsfase                                | 3                                         | 1                                         | 0                                         | 2                                         | 6                                         | 11                                        |                                           |
| 1996                                      | Niet gekwalificeerd                       | Niet gekwalificeerd                       | Niet gekwalificeerd                       | Niet gekwalificeerd                       | Niet gekwalificeerd                       | Niet gekwalificeerd                       | Niet gekwalificeerd                       | Niet gekwalificeerd                       |
| 1998                                      | Niet gekwalificeerd                       | Niet gekwalificeerd                       | Niet gekwalificeerd                       | Niet gekwalificeerd                       | Niet gekwalificeerd                       | Niet gekwalificeerd                       | Niet gekwalificeerd                       | Niet gekwalificeerd                       |
| 2000                                      | Niet gekwalificeerd                       | Niet gekwalificeerd                       | Niet gekwalificeerd                       | Niet gekwalificeerd                       | Niet gekwalificeerd                       | Niet gekwalificeerd                       | Niet gekwalificeerd                       | Niet gekwalificeerd                       |
| 2002                                      | Groepsfase                                | 3                                         | 0                                         | 1                                         | 2                                         | 2                                         | 12                                        | (Kwal.)                                   |
| 2004                                      | Niet gekwalificeerd                       | Niet gekwalificeerd                       | Niet gekwalificeerd                       | Niet gekwalificeerd                       | Niet gekwalificeerd                       | Niet gekwalificeerd                       | Niet gekwalificeerd                       | Niet gekwalificeerd                       |
| 2008                                      | Geen deelname                             | Geen deelname                             | Geen deelname                             | Geen deelname                             | Geen deelname                             | Geen deelname                             | Geen deelname                             | Geen deelname                             |
| 2012                                      | Groepsfase                                | 3                                         | 0                                         | 1                                         | 2                                         | 2                                         | 4                                         |                                           |
| 2016                                      | Tweede                                    | 5                                         | 2                                         | 3                                         | 0                                         | 13                                        | 4                                         |                                           |
| 2024                                      | Groepsfase                                | 3                                         | 1                                         | 1                                         | 1                                         | 4                                         | 7                                         |                                           |

| Beker van Melanesië overzicht | Beker van Melanesië overzicht | Beker van Melanesië overzicht | Beker van Melanesië overzicht | Beker van Melanesië overzicht | Beker van Melanesië overzicht | Beker van Melanesië overzicht | Beker van Melanesië overzicht | Beker van Melanesië overzicht |
| Jaar                          | Ronde                         | Wed.                          | W                             | G                             | V                             | DV                            | DT                            |                               |
| ----------------------------- | ----------------------------- | ----------------------------- | ----------------------------- | ----------------------------- | ----------------------------- | ----------------------------- | ----------------------------- | ----------------------------- |
| 1989                          | Vierde                        | 4                             | 1                             | 1                             | 2                             | 5                             | 4                             |                               |
| 1990                          | Vijfde                        | 4                             | 0                             | 0                             | 4                             | 1                             | 5                             |                               |
| 1992                          | Geen deelname                 | Geen deelname                 | Geen deelname                 | Geen deelname                 | Geen deelname                 | Geen deelname                 | Geen deelname                 |                               |
| 1994                          | Derde                         | 4                             | 1                             | 1                             | 2                             | 2                             | 4                             |                               |
| 1998                          | Vierde                        | 4                             | 1                             | 1                             | 2                             | 3                             | 6                             |                               |
| 2000                          | Vijfde                        | 4                             | 0                             | 0                             | 4                             | 4                             | 10                            |                               |

## FIFA-wereldranglijst[5]
| 1996 | 1997 | 1998 | 1999 | 2000 | 2001 | 2002 | 2003 | 2004 | 2005 | 2006 | 2007 | 2008 | 2009 | 2010 | 2011 | 2012 | 2013 | 2014 | 2015 | 2016 | 2017 | 2018 |
| ---- | ---- | ---- | ---- | ---- | ---- | ---- | ---- | ---- | ---- | ---- | ---- | ---- | ---- | ---- | ---- | ---- | ---- | ---- | ---- | ---- | ---- | ---- |
| 169  | 167  | 172  | 183  | 192  | 196  | 167  | 172  | 161  | 166  | 178  | 183  | 201  | 203  | 203  | 193  | 188  | 194  | 199  | 203  | 170  | 160  | 168  |

## Bondscoaches
PNGFA · 
A-internationals · 
Vrouwenelftal van Papoea-Nieuw-Guinea
1969 – 1979 · 
1980 – 1989 · 
1990 – 1999 · 
2000 – 2009 · 
2010 – 2019 ·
2020 − 2029
Amerikaans-Samoa ·
Australië ·
Centraal-Afrikaanse Republiek ·
China ·
Cookeilanden ·
Fiji ·
Filipijnen ·
Indonesië ·
Iran ·
Liberia ·
Maleisië ·
Nieuw-Caledonië ·
Nieuw-Zeeland ·
Salomonseilanden ·
Samoa ·
Singapore ·
Sri Lanka ·
Tahiti ·
Thailand ·
Tonga ·
Vanuatu